# Citole

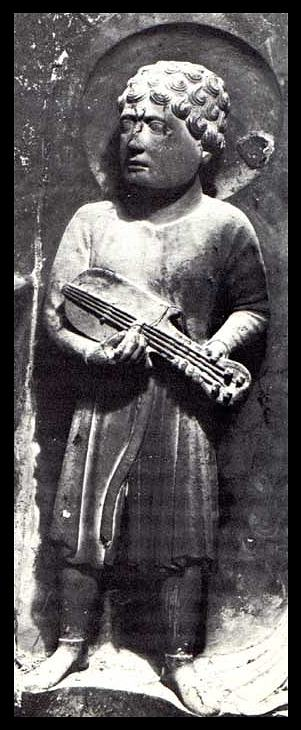
Sculpture du baptistère de la cathédrale de Parme, œuvre de Benedetto Antelami, vers 1180

La citole, maurache, ou guitare sarrazine,, est un instrument à cordes pincées archaïque en usage jusqu'au XIVe siècle, ancêtre du cistre. Elle est issue d'instruments du Moyen-Orient sans doute introduits dans la péninsule Ibérique entre les VIIIe et XVe siècles par les Arabo-berbères d'Al-Andalus. Elle est devenue par la suite (après la fin du Moyen Âge, donc) un instrument médiéval (sic) européen à part entière. De formes variées, la citole possède généralement quatre cordes en métal ou en boyaux, attachées sur un manche très court. Elle est considérée comme l'ancêtre du cistre et de la guitare portugaise.

## Facture

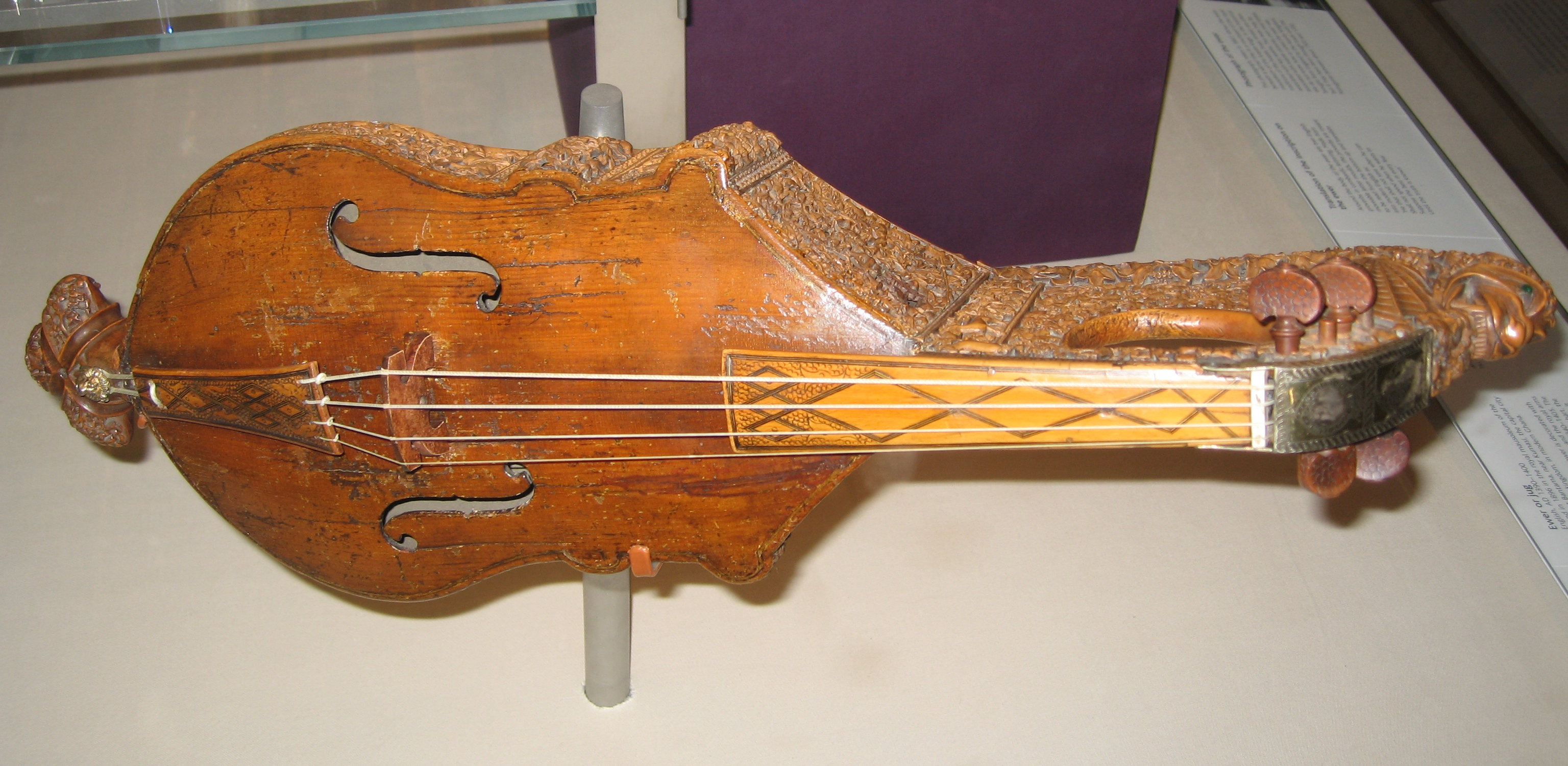
Citole anglaise transformée en violon (British Museum)

Un rare exemplaire de cet instrument, trouvé au château de Warwick[pourquoi ?], est exposé au British Museum. Cette citole, construite autour des années 1300, a été transformée en violon au XVIe siècle par l'ajout d'une touche, d'un chevalet avec sa table d'harmonie et d'ouïes remplaçant son trou central : elle n'est donc pas représentative de l'instrument d'origine.